# Силицид диплатины
Силицид диплатины — бинарное неорганическое соединение
платины и кремния
с формулой Pt2Si,
кристаллы,
не растворяется в воде.

## Получение
- Спекание стехиометрических количеств чистых веществ:

{\displaystyle {\mathsf {2Pt+Si\ {\xrightarrow {400-700^{o}C}}\ Pt_{2}Si}}}

## Физические свойства
Силицид диплатины образует кристаллы 
тетрагональной сингонии,
пространственная группа I 4/mmm,
параметры ячейки a = 0,3933 нм, c = 0,5910 нм, Z = 2.
При температуре 695°С происходит переход в фазу
гексагональной сингонии,
пространственная группа P 62m,
параметры ячейки a = 0,6440 нм, c = 0,3573 нм, Z = 3.
Не растворяется в воде.